# Érika de Souza
Pour les articles homonymes, voir Sousa.
Érika de Souza, née le 9 mars 1982 à Rio de Janeiro, est une basketteuse brésilienne disposant d'un passeport espagnol.

## Biographie
Après avoir évolué en Hongrie avec le club de Mizo Pecs, elle rejoint l'Espagne pour évoluer avec le club de Barcelone, avec lequel elle atteint la finale du championnat puis avec Ros Casares Valence.
Durant l'été, elle connait une carrière en WNBA, qu'elle rejoint en 2002 en tant que free-agent, n'ayant pas été draftée. Elle y évolue lors de onze rencontres. C'est en 2007 qu'elle retrouve de nouveau les parquets de la ligue américaine, pour la franchise du Sun du Connecticut. En 2008, elle est sélectionnée par la nouvelle franchise du Dream d'Atlanta lors de la draft d'expansion organisée à cette occasion.
En 2009, elle est sélectionnée pour le WNBA All-Star Game.
En 2010-2011, elle remporte le championnat d'Espagne et l'Euroligue avec Salamanque, puis la Supercoupe d’Espagne et la coupe de la Reine en 2011-2012.
En 2013-2014 au Sport Recife, elle prolonge son séjour au Brésil pour la saison suivante dans le même club que ses équipières du Dream Nádia Gomes Colhado et Tiffany Hayes.
Sur la première moitié de la saison WNBA 2015, ses statistiques passent à 8,6 points et 7,5 rebonds contre 13,8 points (son record en carrière) et 8,7 rebonds en 2014. Le 27 juillet 2015, quelques jours après le WNBA All-Star Game 2015, auquel elle ne participe pas, le Lynx, le Sky et le Dream concluent un transfert complexe qui envoie Érika de Souza au Sky de Chicago qui était affaibli à l'intérieur après le refus de Sylvia Fowles de reprendre la compétition pour le Sky. Avec le Dream, elle a disputé 211 rencontres (207 départs) en plus de sept ans pour inscrire 2 527 points, 1 784 rebonds, 295 contres et 232 interceptions. Elle joue également 28 rencontres de play-offs, toutes débutées et dispute trois fois les Finales WNBA en 2010, 2011 et 2013 pour 10,8 points, 8,7 rebonds et 1,2 contre de moyenne. Ses 211 rencontres, 1 784 rebonds et 68 double-double sont les meilleures marques de la franchise géorgienne. Malgré des débuts discrets à Chicago (2,7 points avec 26 % de réussite et 5,0 rebonds sur ses trois premières rencontres), elle se déclare heureuse de son transfert.
En 2015-2016, elle commence la saison en Turquie à Botasspor Club Adana puis rejoint le Brésil à América de Recife.
Bien que ses statistiques soient passée de 8,6 points et 7,5 rebonds à 5,5 points et 5,5 rebonds après son transfert, elle signe en février 2016 un nouveau contrat avec le Sky.
En novembre 2016, elle retrouve son ancien club de Salamanque où elle remplace Tijana Krivačević.

## Équipe nationale
Avec la sélection nationale du Brésil, elle obtient une médaille d'argent lors du Championnats du monde des jeunes 2003, compétition dont elle termine dans le cinq majeur aux côtés d'autres futures vedettes de la WNBA, Seimone Augustus et Alana Beard.
L'année suivante, elle fait partie de l'équipe senior qui participe aux Jeux olympiques de 2004 à Athènes. En 2006, elle fait de nouveau partie de la sélection américaine lors du Championnat du monde 2006 qui se déroule au Brésil.
En 2008, malgré son absence du tournoi pré-olympique pour cause de blessures, elle fait partie de la sélection désignée pour participer aux Jeux olympiques de 2008 à Pékin.
En 2012, elle fait partie de la sélection brésilienne aux Jeux olympiques de Londres.
En 2016, elle fait partie de la sélection brésilienne aux Jeux olympiques de Rio au terme desquels elle met un terme à sa carrière internationale.
Pour la saison WNBA 2017, elle rejoint les Stars de San Antonio mais se blesse peu avant la fin de la saison régulière après 27 rencontres pour des moyennes de 3,6 points et 2,6 -rebonds.

## Club
- 2002-2003 :  Mizo Pecs
- 2003-2006 :  Universitat Barcelone
- 2006-2010 :  Ros Casares Valence
- 2010-2012 :  Salamanque
- 2012-2015 :  Recife[11].
- 2015-2016 :  Botasspor Club Adana
- 2015-2016 :  Recife
- 2016- :  Salamanque

### Ligues d'été
- 2002 :  Sparks de Los Angeles (WNBA)
- 2007 :  Sun du Connecticut (WNBA)
- 2008-2015 :  Dream d'Atlanta (WNBA)
- 2015-2016 :  Sky de Chicago (WNBA)
- 2017- :  Stars de San Antonio (WNBA)

## Palmarès

### Club
compétitions nationales 
- Championne WNBA 2002
- Finaliste du Championnat d'Espagne 2006
- Vainqueur du Championnat de Hongrie 2003
- Vainqueur du championnat Paulista 1999
- Vainqueur du championnat Carioca 2001
- Vainqueur de l'Euroligue 2010-2011

### Sélection nationale
- Jeux olympiques d'été
  - 4e des Jeux olympiques de 2004 à Athènes,  Grèce
- Championnat du monde
  - 4e du Championnat du monde 2006,  Brésil
  - 7e du Championnat du monde 2002,  Chine
- Championnat des Amériques
  -  Médaille d'or du Championnat des Amériques 2011,  Colombie
- Championnat d'Amérique du Sud 
  -  Médaille d'or du Championnat d'Amérique du Sud 2006,  Paraguay
  -  Médaille d'or du Championnat d'Amérique du Sud 2005,  Colombie

### Compétitions de jeunes
- Médaille d'argent aux Championnats du monde des jeunes 2003

### Distinctions personnelles
- MVP du championnat d'Espagne de la saison 2005-06
- MVP du Championnat des Amériques 2011
- Participation au WNBA All-Star Game 2014[12]
- Second cinq défensif de la WNBA 2013